# Gracilechinus multidentatus
Gracilechinus multidentatus är en sjöborreart som först beskrevs av Hubert Lyman Clark 1925.  Gracilechinus multidentatus ingår i släktet Gracilechinus och familjen taggsjöborrar. Inga underarter finns listade i Catalogue of Life.